# Pro Gorizia
Pro Gorizia (wł. Associazione Sportiva Dilettantistica Pro Gorizia) – włoski klub piłkarski, mający siedzibę w mieście Gorycja, w północno-wschodniej części kraju, grający od sezonu 2018/19 w rozgrywkach Eccellenza Friuli-Venezia Giulia.

## Historia
Chronologia nazw:
- 1919: Associazione Sportiva Pro Gorizia
- 1982: Gorizia Calcio
- 1998: Associazione Calcio Pro Gorizia
- 2002: Pro Gorizia Calcio
- 2003: klub rozwiązano
- 2003: Associazione Sportiva Pro Gorizia
- 200?: Associazione Sportiva Dilettantistica Pro Gorizia

Klub sportowy AS Pro Gorizia został założony w miejscowości Gorycja w 1919 roku. Początkowo zespół występował w turniejach towarzyskich. W sezonie 1923/24 zespół debiutował w rozgrywkach Terza Divisione Veneto (D3). W 1925 zdobył awans do Seconda Divisione, która po wprowadzeniu w 1926 roku Divisione Nazionale została zdegradowana do trzeciego poziomu. W 1928 otrzymał promocję do Prima Divisione. W sezonie 1929/30 po podziale najwyższej dywizji na Serie A i Serie B poziom Prima Divisione został zdegradowany do trzeciego stopnia. W 1935 roku po wprowadzeniu Serie C, został zakwalifikowany do niej. W 1943 klub awansował do Serie B. Jednak wskutek rozpoczęcia działań wojennych w czasie II wojny światowej na terenie Włoch mistrzostwa zostały odwołane. W 1944 startował w wojennych rozgrywkach Campionato Venezia Giulia, plasując się na trzeciej pozycji.
Po kolejnym przymusowym zawieszeniu mistrzostw spowodowanych przez II wojnę światową, w 1945 roku klub został zakwalifikowany do Serie B-C Alta Italia. W 1946 zdobył awans do Serie B, ale po dwóch latach spadł z powrotem do Serie C. W 1952 został zdegradowany do IV Serie (D4), która w 1957 zmieniła nazwę na Campionato Interregionale - Prima Categoria, a w 1959 na Serie D. W 1964 zespół spadł do Prima Divisione Friuli-Venezia Giulia (D5). W 1969 liga zmieniła nazwę na Promozione Friuli-Venezia Giulia. W 1972 klub awansował do Serie D, ale w 1976 spadł do Promozione Friuli-Venezia Giulia. W 1978 po kolejnej reorganizacji systemu lig klub został zakwalifikowany do Serie D (D5), która w 1981 przyjęła nazwę Campionato Interregionale. W 1982 klub awansował do Serie C2, zmieniając nazwę na Gorizia Calcio. W 1985 został zdegradowany do Campionato Interregionale, a w 1992 do Eccellenza Friuli-Venezia Giulia. W 1993 został promowany do Campionato Nazionale Dilettanti (D5), ale w 1997 spadł z powrotem do Eccellenza Friuli-Venezia Giulia. W 1998 klub zmienił nazwę na AC Pro Gorizia, a w 1999 awansował do Serie D. W 2001 ponownie spadł do Eccellenza Friuli-Venezia Giulia. W 2002 klub przyjął nazwę Pro Gorizia Calcio. W sezonie 2002/03 zajął czwarte miejsce w Eccellenza Friuli-Venezia Giulia, ale potem z powodu trudności finansowych został rozwiązany.
W 2003 roku powstał nowy klub o nazwie AS Pro Gorizia, który uzyskał od FIGC tytuł sportowy zbankrutowanego klubu i kontynuował grę w Eccellenza. W 2006 zespół został zdegradowany do Promozione Friuli-Venezia Giulia, w 2011 do Prima Categoria Friuli-Venezia Giulia, a w 2014 do Seconda Categoria Friuli-Venezia Giulia (D9). Klub zmienił nazwę na ASD Pro Gorizia. Przed rozpoczęciem sezonu 2014/15 wprowadzono reformę systemy lig, wskutek czego Seconda Categoria awansowała na ósmy poziom. W 2015 klub awansował do Prima Categoria Friuli-Venezia Giulia, a w 2016 do Promozione Friuli-Venezia Giulia. W sezonie 2017/18 zwyciężył w grupie B Promozione Friuli-Venezia Giulia i zdobył promocję do Eccellenza Friuli-Venezia Giulia.

## Barwy klubowe, strój
|  |  |

Klub ma barwy niebiesko-białe. Zawodnicy domowe spotkania zazwyczaj grają w pasiastych pionowo niebiesko-białych koszulkach, białych spodenkach oraz białych getrach.

## Sukcesy

### Trofea międzynarodowe
Nie uczestniczył w rozgrywkach europejskich (stan na 31-05-2020).

### Trofea krajowe
| \| \| Zdobyte trofea w rozgrywkach Włoch (stan na: 31-08-2020) \| |                                                          |      |             |
| Rozgrywki                                                         | Osiągnięcie                                              | Razy | Sezon(y)    |
| · Mistrzostwo                                                     | I miejsce                                                | 0    |             |
| · Mistrzostwo                                                     | II miejsce                                               | 0    |             |
| · Mistrzostwo                                                     | III miejsce                                              | 0    |             |
| · Puchar                                                          | zdobywca                                                 | 0    |             |
| · Puchar                                                          | finalista                                                | 0    |             |
| II liga                                                           | I miejsce                                                | 0    |             |
| II liga                                                           | II miejsce                                               | 0    |             |
| II liga                                                           | III miejsce                                              | 0    |             |
| II liga                                                           | 7.miejsce                                                | 1    | 1945/46 (C) |
| Włochy                                                            | Zdobyte trofea w rozgrywkach Włoch (stan na: 31-08-2020) |      |             |

- Terza Divisione/Prima Divisione/Serie C (D3):
  - mistrz (4x): 1923/24 (A Veneto), 1924/25 (Venezia Giulia), 1941/42 (A), 1942/43 (A)
  - wicemistrz (3x): 1923/24 (finał Veneto), 1930/31 (finał B), 1933/34 (A)
  - 3.miejsce (3x): 1932/33 (C), 1933/34 (finał A), 1941/42 (finał A)

## Struktura klubu

### Stadion
Klub piłkarski rozgrywa swoje mecze domowe na Stadio Enzo Bearzot w mieście Gorycja o pojemności 1 tys. widzów.

### Derby
- AC Dalmazia
- Edera Pola
- Fincantieri Monfalcone
- US Fiumana
- GSF Giovanni Grion
- Gloria Fiume
- NK Izola
- Olympia Fiume
- US Triestina Calcio 1918